# Pascual Alegre
Pascual Alegre y Gorriz (Valencia, primera mitad del siglo XIX-Madrid, 2 de octubre de 1879) fue un grabador español.

## Biografía
Fue discípulo en Madrid de la Escuela especial de pintura, y profesor de grabado en la de San Carlos, en su Valencia natal.
En la Exposición Nacional de Bellas Artes de 1866, presentó Jesucristo en la cruz, un grabado por el cuadro de Velázquez, y Un retrato, a media mancha, copia de Goya. Recibió la medalla de tercera clase y, según Ossorio y Bernard, la crítica lo colmó de elogios por el primero de dichos trabajos, lo que denota, según el periodista gaditano, «sus nada comunes facultades para el grabado en dulce».
Fue autor, asimismo, de algunas láminas de la Historia del Escorial, obra de Antonio Rotondo, así como de otras de la colección de cuadros de la Real Academia de San Fernando.
Falleció en Madrid en 1879.